# Finkenthal
Finkenthal település Németországban, Mecklenburg-Elő-Pomeránia tartományban. Lakosainak száma 309 fő (2023. december 31.).

## Népesség
A település népességének változása:
| Lakosok száma | 282  | 301  | 309  | 316  | 309  |
|               | 2017 | 2019 | 2021 | 2022 | 2023 |